# Eindrücken
Eindrücken nach DIN 8583 ist ein Umformen der Oberfläche eines Werkstücks mit einem Formwerkzeug (z. B. Stempel) (häufig mit kleiner Vorschubgeschwindigkeit) und hohem Druck (Druckumformen).

## Eindrückverfahren
Zu den Eindrückverfahren zählen nach DIN 8583 fünfzehn verschiedene Verfahren. Sie werden nach zwei Kriterien weiter unterteilt:
- Verfahren mit geradliniger Bewegung der Werkzeuge und solche mit umlaufender (rotierender) Bewegung
- Verfahren ohne Gleiten, also ohne Bewegung der Werkzeuge über die Oberfläche des Werkstückes (meist senkrecht zur Oberfläche) und Verfahren mit Gleiten.

|                      | ohne Gleiten | mit Gleiten                                                                                                 |
| -------------------- | --- | --- |
| Geradlinige Bewegung | - Körnen, Eindrücken mithilfe eines spitzen Werkzeuges, z. B. um den Aufsetz- und Zentrierpunkt für einen Bohrer zu markieren - Kerben, mittels eines keilförmigen Werkzeuges - Einprägen, Eindrücken relativ flacher Formen in eine Oberfläche, z. B. bei der Herstellung von Münzen - Einsenken, Eindrücken eines Formwerkzeuges zur Erzeugung relativ tiefer Formen in eine Werkstückoberfläche - Dornen, mit einem abgerundeten Werkzeug - Durchlochen zur abfallarmen Erzeugung eines Lochs durch zweiseitiges Dornen - Hohldornen zur Erzeugung eines Loches mit guter zylindrischer Lochform mit einem hohlen Dorn, der durch das Werkstück gedrückt wird - Prägerichten, Eindrücken eines Werkzeuges mit rasterförmigen Erhöhungen zur Erzeugung ebener Werkstücke | - Furchen, z. B. zum Anreißen - Glattdrücken mit geradliniger Bewegung                                      |
| Umlaufende Bewegung  | - Wälzprägen, Eindrücken eines mit Gravuren versehenen rotierenden Werkzeugs in eine Werkstückoberfläche - Rändeln/Kordeln zur Erzeugung von regelmäßigen Mustern auf einer zylindrischen Werkstückoberfläche, z. B. zur Verbesserung der Handhabung bei Schraubenköpfen | - Gewindefurchen zur Herstellung von Innengewinden hoher Festigkeit - Glattdrücken mit umlaufender Bewegung |